# Radosław Kłeczek
Radosław Kłeczek (ur. 12 kwietnia 1985 w Prudniku) – polski lekkoatleta, długodystansowiec. 
W 2007 roku w biegu na 5000 metrów uplasował się na 16. miejscu podczas młodzieżowych mistrzostw Europy, a na czempionacie Starego Kontynentu w biegu na przełaj zajął 23. miejsce w biegu młodzieżowców oraz sięgnął po srebrny medal w drużynie. Reprezentant Polski w drużynowych mistrzostwach Europy.
W 2009 został wicemistrzem, natomiast w 2010 mistrzem Polski w biegu na 5000 metrów. Również w 2010 zdobył srebrny medal Mistrzostw Polski w Maratonie, które początkowo miały się odbyć 11 kwietnia, jednak zostały przełożone na 24 października, ze względu na żałobę narodową, spowodowaną katastrofą w Smoleńsku. Wicemistrz Polski w biegu przełajowym na dystansie 12 kilometrów (2011), brązowy medalista w tej samej konkurencji w 2012. W 2012 roku został Mistrzem Polski w biegu na 5000m. Obecnie Trener Biegania. 

## Osiągnięcia
| Rok  | Impreza                                 | Miejsce   | Konkurencja                      | Lokata      | Wynik    |
| ---- | --------------------------------------- | --------- | -------------------------------- | ----------- | -------- |
| 2007 | Młodzieżowe mistrzostwa Europy          | Debreczyn | bieg na 5000 m                   | 16. miejsce | 14:20,11 |
| 2007 | Mistrzostwa Europy w biegu na przełaj   | Toro      | bieg przełajowy na 8,2 km (U-23) | 23. miejsce | 25:09    |
| 2007 | Mistrzostwa Europy w biegu na przełaj   | Toro      | drużyna młodzieżowców            | 2. miejsce  |          |
| 2010 | Superliga drużynowych mistrzostw Europy | Bergen    | bieg na 5000 m                   | 8. miejsce  | 14:01,41 |

## Rekordy życiowe
| Konkurencja                        | Rezultat | Data                 | Miejsce          |
| ---------------------------------- | -------- | -------------------- | ---------------- |
| Bieg na 800 metrów                 | 1:54,29  | 8 sierpnia 2003      | Wrocław          |
| Bieg na 1500 metrów                | 3:44,42  | 16 czerwca 2010      | Wrocław          |
| Bieg na 3000 metrów                | 7:55,14  | 4 września 2010      | Kraków           |
| Bieg na 3000 metrów z przeszkodami | 8:32,73  | 3 czerwca 2012       | Bydgoszcz        |
| Bieg na 5000 metrów                | 13:43,37 | 17 sierpnia 2010     | Międzyzdroje     |
| Bieg na 10 000 metrów              | 29:09,23 | 2 maja 2009          | Kędzierzyn-Koźle |
| Bieg na 10 kilometrów              | 29:26    | 21 kwietnia 2013     | Warszawa         |
| Półmaraton                         | 1:04:32  | 28 lutego 2010       | Limassol         |
| Maraton                            | 2:16:57  | 24 października 2010 | Dębno            |